# 전북 현대 모터스 유니폼 역사
전북 현대 모터스의 유니폼은 녹색을 사용한다. 1995년 첫 유니폼은 남보라색과 흰색, 녹색, 빨간색이 섞인 일명 색종이 유니폼이었다. 1999년 모기업 현대그룹 CI 통일의 일환으로 유니폼과 엠블럼이 녹색/황금색으로 변경되었다.
2000년 모기업 현대자동차가 현대그룹에서 분사하며 팀의 컬러도 현대자동차의 색상인 파란색으로 변경되었으나 서포터즈 M.G.B의 요구로 반 시즌만에 녹색 계통으로 복귀하였다. 1999년은 녹색에 노란색 줄무늬의 유니폼이었고 2000~01년은 녹색에 흰색이 약간 가미된 형태였다. 2002~04년은 상하의 짙은 초록색이었고 2005년에는 상의는 짙은 초록색에 흰색 스트라이프가 있고 하의는 흰색인 디자인이었다. 그 이후 최강희 감독은 2006 AFC 챔피언스리그 우승 과정에서 선수들의 짙은 녹색 유니폼이 비를 맞으면서 어둡고 처져보인다고 생각하였고 이를 두고 단장 이철근과 논의를 하여 다음 시즌 상하의 모두 축구에서 찾기 힘든 밝은 형광 연두색으로 바꾸어 가시성을 높였다. 독특한 색깔에 처음에는 논란이 많았지만, 이 유니폼으로 연이어 좋은 성적을 거두자 상징적인 색으로 굳어지게 되었다. 2017시즌 출정식에 발표된 유니폼은 형광연두색에 파란색이 첨가되었으며 파란색은 전북의 모기업인 현대를 상징한색이다. 하지만 전북 현대 모터스의 서포터즈인 매드 그린 보이즈는 팀컬러를 해한다는 이유로 불매 운동을 하였다. 2017시즌 마지막 경기인 수원전에서 공개된 2018시즌 유니폼은 진한 초록색에 옆구리에 형광 연두가 가늘게 새겨져 있는 디자인이다.

## 유니폼 변천사

### 1990년대
| 시즌 | 키트 스폰서  | 가슴 마크 | 홈 유니폼  | 원정 유니폼  |
| ---- | ------------ | --------- | ---------- | ------------ |
| 1995 | 루디스       | 아반떼    | 1995-98 홈 | 1995-98 원정 |
| 1996 | 훼르자스포츠 |           | 1995-98 홈 | 1995-98 원정 |
| 1997 | 아디다스     |           | 1995-98 홈 | 1995-98 원정 |
| 1998 | 아디다스     |           | 1995-98 홈 | 1995-98 원정 |
| 1999 | 아디다스     | 베르나    | 1999 홈    |              |

### 2000년대
| 시즌 | 키트 스폰서 | 가슴 마크         | 홈 유니폼  | 원정 유니폼 |
| ---- | ----------- | ----------------- | ---------- | ----------- |
| 2000 | 아디다스    | 라비타            | 2000-01 홈 |             |
| 2001 | 아디다스    | EFSONATA          | 2000-01 홈 |             |
| 2002 | 아디다스    | Click             | 2002-04 홈 |             |
| 2003 | 아디다스    | 아반떼 XD         | 2002-04 홈 |             |
| 2004 | 엄브로      | 뉴 아반떼 XD 투싼 | 2002-04 홈 |             |
| 2005 | 리복        | SONATA            | 2005 홈    |             |
| 2006 | 리복        | HYUNDAI           | 2006 홈    | 2006 원정   |
| 2007 | 험멜        | 그랜저            | 2007 홈    |             |
| 2008 | 험멜        | 그랜저            | 2008 홈    |             |
| 2009 | 험멜        | 그랜저            | 2009 홈    | 2009 원정   |

### 2010년대
| 시즌 | 키트 스폰서 | 가슴 마크      | 홈 유니폼 | 원정 유니폼 | 써드 유니폼 |
| ---- | ----------- | -------------- | --------- | ----------- | ----------- |
| 2011 | 험멜        | HYUNDAI SONATA | 2011 홈   | 2011 원정   |             |
| 2012 | 험멜        | i40 Santa Fe   |           |             |             |
| 2013 | 험멜        | SONATA EQUUS   | 2013 홈   | 2013 원정   |             |
| 2014 | 험멜        | SONATA AVANTE  |           |             |             |
| 2015 | 험멜        | ASLAN AVANTE   | 2015 홈   | 2015 원정   |             |
| 2016 | 험멜        | SONATA AVANTE  | 2016 홈   | 2016 원정   |             |
| 2017 | 험멜        | KONA SONATA    | 2017 홈   | 2017 원정   | 2017 써드   |
| 2018 | 험멜        | Veloster       | 2018 홈   | 2018 원정   |             |
| 2019 | 험멜        | N              | 2019 홈   | 2019 원정   |             |

### 2020년대
| 시즌 | 키트 스폰서 | 가슴 마크 | 홈 유니폼 | 원정 유니폼 | 써드 유니폼 |
| ---- | ----------- | --------- | --------- | ----------- | ----------- |
| 2020 | 험멜        | N         | 2020 홈   | 2020 원정   |             |
| 2021 | 험멜        | N         | 2021 홈   | 2021 원정   | 2021 써드   |
| 2022 | 아디다스    | N         | 2022 홈   | 2022 원정   | 2022 써드   |
| 2023 | 아디다스    | N         | 2023 홈   | 2023 원정   | 2023 써드   |
| 2024 | 아디다스    | N         | 2024 홈   | 2024 원정   | 2024 써드   |